# سد عين زادة
سد عين زادة هو سد إملائي ترابي بالجزائر يقع غرب مدينة سطيف بمسافة 36 كيلومتر على واد بوسلام في ولاية برج بوعريريج.

## تاريخ
تم إنشاء السد في الفترة بين عامي 1982 و1986 والغرض الرئيسي من إنشاء السد هو توفير مياه الشرب والري من أجل العمليات الزراعية الواقعة في مدينة سطيف الواقعة علي بعد 24 كيلومتر غربًا.
تبلغ سعة محطة معالجة عين زادة في عين تاغروت 1000 لتر / ثانية على النحو التالي : 600 لتر / ثانية إلى سطيف - 300 لتر / ثانية إلى برج بوعريريج و100 لتر / ثانية إلى بوقاعة.
منذ أبريل 2013، أصبح السد يزود حصريًا ولاية برج بوعريريج بالمياه.
منذ يوليو 2018، في أعقاب الأشغال الكبرى لنقل المياه، أصبح السد يزود حصريًا مدن عين تاغروت، خليل، سيدي امبارك، العناصر، مجانة وحسناوة.

## مواصفات
سد عين زادة لديه قدرة نظرية على تخزين 121 مليون متر مكعب، ويوفر 1200 ليتر في الثانية. تبلغ سعة المجرى 4370 م3 / ثانية.
يبلغ ارتفاع الجدار الترابي للسد 50 متر، يمتد لأكثر من 700 متر. حجم المنشأة 2607000 متر مكعب، يحجزبحيرة اصطناعية ذات سعة 125 مليون متر مكعب على مساحة 12 كم 2، يقع على ارتفاع 716 م. تغذيه منطقة مستجمعات مائية تبلغ مساحتها 2080 كم 2.